# Sintios

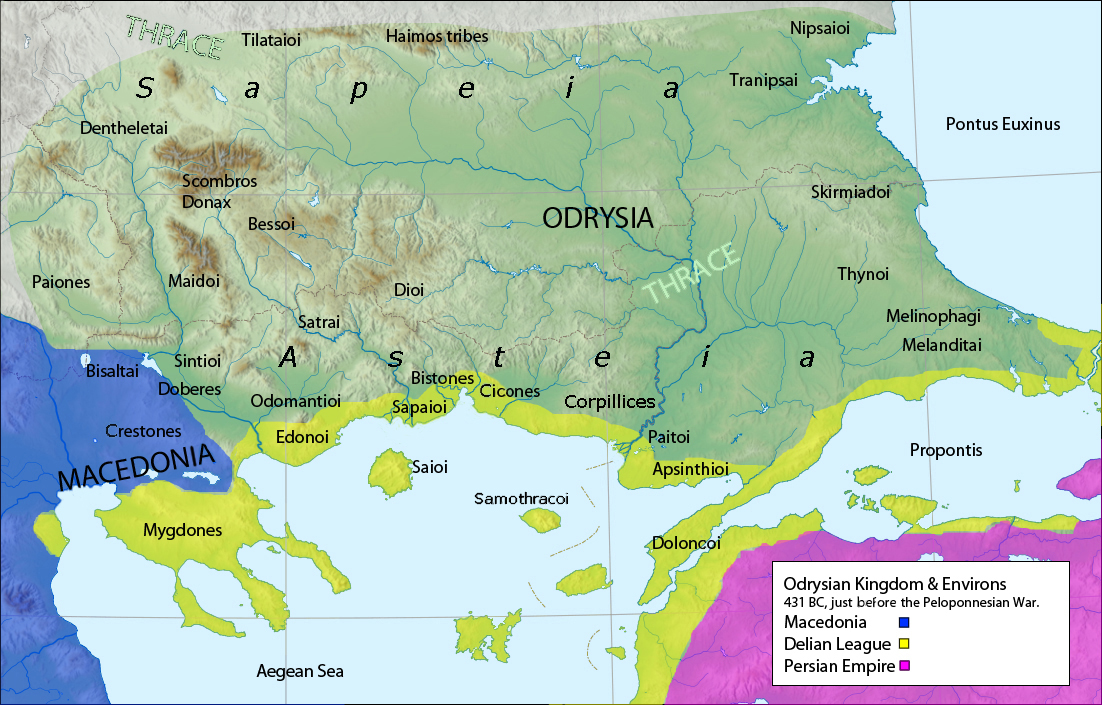
Ubicación aproximada de los sintios (en el mapa: "Sintioi").

Los sintios (en griego: Σίντιες, sinties, "asaltantes", "saqueadores", de σίντης, "destructivo") también conocidos como sintii eran un grupo de personas que los griegos conocían como piratas y asaltantes. También se les conoce como un pueblo tracio, que una vez habitó la zona de Sintiké, la isla de Lemnos, que en la antigüedad también se llamaba Sinteis, y el extremo suroccidental de Bulgaria.
Los sintios adoraban a Hefesto. Son mencionados por Homero: en la Ilíada  como la gente que había cuidado a Hefesto en Lemnos después de que el dios herrero cojo cayera al suelo. Los sintios "de habla salvaje" (ἀγριόφωνοι agriophonoi) también aparecen en la Odisea; en la tradición relatada por Homero, se entendía que por su habla incomprensible, se encontraban entre los pueblos no helénicos del mar Egeo. "Debido a que los sintios no tienen lugar en el contexto inmediato (es decir, no le están pidiendo nada al dios), se puede sospechar que fueron ellos quienes, en algún mito prehomérico, salvan al dios".
En 2002, la ciudad de Heraclea Síntica fue descubierta accidentalmente al pie de un volcán extinto, cerca de Rúpite, Bulgaria.